# Elecciones estatales de Jalisco de 1982
Las elecciones estatales de Jalisco de 1982 se llevaron a cabo el domingo 5 de diciembre de 1982, y en ellas se renovaron los siguientes cargos de elección popular en el estado mexicano de Jalisco:
- Gobernador de Jalisco. Titular del Poder Ejecutivo y del Estado, electo para un período de seis años no reelegibles en ningún caso. El candidato electo fue Enrique Álvarez del Castillo.
- 124 Ayuntamientos. Formados por un Presidente Municipal  y regidores, electo para un período inmediato de tres años.

## Resultados Electorales

### Gobernador
- Enrique Álvarez del Castillo (PRI) 58.4% Hecho
- Gabriel Jiménez Remus (PAN) 22.3%
- PSUM 10.5%

### Ayuntamientos

#### Ayuntamiento de Guadalajara
- Guillermo Vallarta Plata  Hecho

#### Ayuntamiento de Zapopan
- Alberto Mora López  Hecho

#### Ayuntamiento de Jocotepec
- María Guadalupe Urzúa Flores  Hecho

#### Ayuntamiento de Lagos de Moreno
- Víctor Atilano Gómez  Hecho